# روبرت نيكوليتش
روبرت نيكوليتش (بالألمانية: Robert Nikolic)‏ (1 أغسطس 1968 بون ألمانيا - ) هو لاعب كرة قدم ألماني يلعب كمدافع.

## روابط خارجية
- روبرت نيكوليتش على موقع قاعدة بيانات كرة القدم.إي يو (الإنجليزية)
- روبرت نيكوليتش على موقع بيانات كرة القدم. دي إي (الألمانية)
- روبرت نيكوليتش على موقع عالم كرة القدم.نت (الإنجليزية)